# Andriy Kovalenko
Ne pas confondre avec le joueur de football et celui de hockey sur glace du même nom.
Pour les articles homonymes, voir Kovalenko.
Andriy Kovalenko (né le 6 novembre 1970 à Kiev) est un joueur de water-polo ukrainien, naturalisé australien sous le nom d'Andrei Kovalenko.
Il remporte la médaille de bronze avec l'équipe de la CEI lors des Jeux olympiques de Barcelone en 1992.
Il dispute les Jeux olympiques d'Atlanta en 1996 avec l'équipe d'Ukraine, et les Jeux olympiques de Sydney en 2000 avec l'équipe d'Australie.